# Ceranisus amanosus
Ceranisus amanosus is een vliesvleugelig insect uit de familie Eulophidae. De wetenschappelijke naam is voor het eerst geldig gepubliceerd in 2009 door Doganlar, Gumovsky & Doganlar.